# Microsoft Office 2013
 (novembre 2022).
Chronologie des versions
Microsoft Office 2010 et Microsoft Office 2011 pour Mac Microsoft Office 2016
Microsoft Office 2013 est une version de Microsoft Office, suite de bureautique conçue pour Windows et Mac OS, sortie le 28 mai 2013. Avec Microsoft Office 365 la version avec abonnement apparue conjointement, elle succède à Microsoft Office 2010. 

## Différentes offres

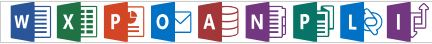
Les différentes icônes de Microsoft Office 2013, de gauche à droite : Word, Excel, PowerPoint, Outlook, Access, OneNote, Publisher, Lync et InfoPath. Absents de cette image : Visio, Project, SharePoint Designer et OneDrive.

### Licences perpétuelles Office 2013
Les versions en boîte de Microsoft Office 2013 se déclinent en cinq offres. Toutes les offres contiennent Word, Excel, PowerPoint et OneNote.
Microsoft Office 2013 comprend les offres suivantes:
1. Office Famille et Étudiant 2013 : cette suite contient les logiciels : Word, Excel, PowerPoint et OneNote 2013. Elle ne peut pas être utilisée à des fins commerciales[2].
2. Office Famille et Petite Entreprise 2013 : cette offre inclut Outlook en plus des logiciels précédents[2].
3. Office Standard 2013 : cette offre inclut Outlook et Publisher aux logiciels précédemment cités, et n'est disponible qu'en licence en volume[3].
4. Office Professionnel 2013 : cette offre inclut Outlook, Publisher et Access en plus des logiciels précédents[2].
5. Office Professionnel Plus 2013 : cette offre, uniquement disponible en licence en volume, inclut Word, Excel, PowerPoint, OneNote, Outlook, Publisher, Access, InfoPath et Skype Entreprise[3].

### Comparaison
|                                 | Produit vendu séparément | offres Office 2013,                      | offres Office 2013,  | offres Office 2013,       | offres Office 2013,            | offres Office 2013, | abonnements à Office 365,                      | abonnements à Office 365,            | abonnements à Office 365,    | abonnements à Office 365,    | abonnements à Office 365,    |
| Office Famille et Étudiant 2013 | Produit vendu séparément | Office Famille et Petite Entreprise 2013 | Office Standard 2013 | Office Professionnel 2013 | Office Professionnel Plus 2013 | Office 365 Famille  | Office 365 Université                          | Office 365 Business Premium          | Office 365 ProPlus           | Office 365 Entreprise        |                              |
| ------------------------------- | ------------------------ | ---------------------------------------- | -------------------- | ------------------------- | ------------------------------ | ------------------- | ---------------------------------------------- | ------------------------------------ | ---------------------------- | ---------------------------- | ---------------------------- |
| Disponibilité                   | Varie                    | Retail, OEM                              | Retail               | licence en volume         | Retail                         | Licences en volume  | Logiciel en tant que service                   | Logiciel en tant que service         | Logiciel en tant que service | Logiciel en tant que service | Logiciel en tant que service |
| Nombre maximal d'utilisateurs   | 1                        | 1                                        | 1                    | contrat de licence        | 1                              | contrat de licence  | tous les utilisateurs d'un foyer               | 1                                    | 300                          | Illimité                     | Illimité                     |
| Installations par utilisateur   | 1                        | 1                                        | 1                    | contrat de licence        | 1                              | contrat de licence  | 5 PC ou Mac partagés par tous les utilisateurs | 2 ordinateurs et 2 appareils mobiles | 5                            | 5                            | 5                            |
| Usage commercial autorisé ?     | Oui                      | Non                                      | Oui                  | Oui                       | Oui                            | Oui                 | Non                                            | Non                                  | Oui                          | Oui                          | Oui                          |
| Word                            | Oui                      | Oui1                                     | Oui                  | Oui                       | Oui                            | Oui                 | Oui                                            | Oui                                  | Oui                          | Oui                          | Oui                          |
| Excel                           | Oui                      | Oui1                                     | Oui                  | Oui                       | Oui                            | Oui                 | Oui                                            | Oui                                  | Oui                          | Oui                          | Oui                          |
| PowerPoint                      | Oui                      | Oui1                                     | Oui                  | Oui                       | Oui                            | Oui                 | Oui                                            | Oui                                  | Oui                          | Oui                          | Oui                          |
| OneNote                         | Oui                      | Oui1                                     | Oui                  | Oui                       | Oui                            | Oui                 | Oui                                            | Oui                                  | Oui                          | Oui                          | Oui                          |
| Outlook                         | Oui                      | Non                                      | Oui                  | Oui                       | Oui                            | Oui                 | Oui                                            | Oui                                  | Oui                          | Oui                          | Oui                          |
| Publisher                       | Oui                      | Non                                      | Non                  | Oui                       | Oui                            | Oui                 | Oui                                            | Oui                                  | Oui                          | Oui                          | Oui                          |
| Access                          | Oui                      | Non                                      | Non                  | Non                       | Oui                            | Oui                 | Oui                                            | Oui                                  | Oui                          | Oui                          | Oui                          |
| Skype Entreprise                | Oui                      | Non                                      | Non                  | Non                       | Non                            | Oui                 | Non                                            | Non                                  | Oui                          | Oui                          | Oui                          |
| SharePoint Designer             | Oui                      | Non                                      | Non                  | Non                       | Non                            | Non                 | Non                                            | Non                                  | Non                          | Non                          | Non                          |
| Project Éditions multiples      | Oui                      | Non                                      | Non                  | Non                       | Non                            | Non                 | Non                                            | Non                                  | Non                          | Non                          | Non                          |
| Visio Éditions multiples        | Oui                      | Lecture seule                            | Lecture seule        | Lecture seule             | Lecture seule                  | Lecture seule       | Lecture seule                                  | Lecture seule                        | Lecture seule                | Lecture seule                | Lecture seule                |

Remarques
1 Word, Excel, PowerPoint et OneNote sont aussi inclus dans la version RT. Mais ces versions ont quelques fonctionnalités restreintes[évasif].

### Office RT
C'est une version spéciale d'Office 2013 qui est intégrée dans tous les appareils déjà équipés de Windows RT (telles les tablettes Surface par exemple). Cette suite contient Word, Excel, PowerPoint et OneNote. Les logiciels sont très proches de ceux que contiennent les offres Office 365 et Office 2013, mais certaines fonctionnalités avancées (macros par exemple) ne sont pas intégrées. Des optimisations spécifiques aux appareils fonctionnant avec des processeurs ARM ont été apportées : changements pour réduire l'usage de la batterie (par exemple, figer l'animation du curseur clignotant pendant les périodes d'inactivité), mettre les logiciels en mode tactile pour améliorer l'usage sur les tablettes,,.
Les appareils équipés de Windows RT ont été jusqu'au lancement d'Office 2013 fournis avec la version "preview" d'Office Famille et Étudiant 2013 RT. Une fois la version finale prête dans la langue de l'utilisateur, Windows Update met à jour Office RT automatiquement. Comme la version d'Office RT est exclusivement basée sur l'offre Famille et Étudiant, elle ne peut être utilisée à des fins commerciales à moins que l'organisation n'ait déjà un abonnement à Office 365 pour les entreprises ou une licence Office 2013 en volume.

## Changements de mode de licence
Le contrat de licence original pour les éditions de Microsoft Office 2013 vendues en magasin diffère des contrats de licence des éditions précédentes vendues en magasin sur deux points principaux.
Contrairement aux éditions précédentes, pour certains marchés comme les États-Unis, le Royaume-Uni, la France, Office 2013 peut ne pas être acheté sur un support d'installation physique (par exemple un DVD). À la place, les acheteurs reçoivent la clé de licence qui leur permet - dans le cas des licences Office 2013 -  de télécharger les logiciels de la suite sur leur machine depuis un site web Microsoft, et de bénéficier dans le cas des abonnements à Office 365 des services supplémentaires contenus dans l'abonnement (activation de crédit Skype, augmentation de l'espace de stockage sur OneDrive). Dans certains marchés émergents, la version DVD est cependant toujours d'actualité.
À l'origine, une fois activée, cette copie numérique d'Office était sauvegardée de manière permanente dans le disque dur de l'ordinateur et ne pouvait pas être transférée à une autre machine. Si l'acheteur souhaitait utiliser Office 2013 sur un autre ordinateur, ou si à la suite d'un problème il était amené à ne plus pouvoir utiliser la machine sur laquelle le téléchargement des logiciels avait été effectué, il devait acheter une autre licence. Microsoft expliqua que ce changement été dû au piratage d'Office qui ne cessait d'augmenter depuis des années, partout dans le monde (et souvent commis par des particuliers justifiant la copie illégale de la suite pour des amis/des proches par son prix relativement élevé en magasin),. Cependant, beaucoup y ont vu le moyen pour Microsoft de forcer sa clientèle à adopter le mode de facturation par abonnement annuel ou mensuel à Office 365, qui permet le transfert de licence,,.
Cependant, le 6 mars 2013, Microsoft a annoncé que des droits de transfert de licence équivalents à ceux des contrats de licence de la version 2010 seraient désormais applicables sur les éditions 2013 achetées en magasin. Il est prévu que ce changement soit déployé sur les serveurs d'activation pendant une période de trois mois, pendant laquelle l'activation par téléphone pourra être utilisée à la place.
La seconde différence (qui persiste dans version mise à jour du contrat de licence) est que les logiciels peuvent être installés sur un seul ordinateur. Dans les précédentes versions d'Office, cette restriction s'appliquait aussi aux éditions OEM, les éditions achetées en magasins permettaient d'installer le produit sur deux ou trois ordinateurs selon les versions. La multi-installation reste cependant possible par l'abonnement à Office 365.

## Configuration requise
Tous les logiciels des suites Microsoft Office 2013 et des abonnements à Office 365 exigent les prérequis techniques suivants, même s'il se peut qu'il y ait également des prérequis spécifiques à un logiciel en particulier.
| Composant              | Configuration requise pour Office 2013                                                            |
| ---------------------- | ------------------------------------------------------------------------------------------------- |
| Processeur             | fréquence 1 GHz, architecture IA-32 ou x64 avec support SSE2                                      |
| RAM                    | version 32 bits : 1 Go de mémoire vive version 64 bits : 2 Go de mémoire vive                     |
| Disque dur             | 3 Go d'espace disque disponible                                                                   |
| Système d'exploitation | - Windows 7 - Windows Server 2008 R2 - Windows 8 - Windows Server 2012 - Windows 8.1 - Windows 10 |
| Logiciel               | .NET Framework 3.5, 4.0 ou 4.5                                                                    |

De plus, certaines fonctionnalités peuvent exiger une définition d'écran de 1024x576 pixels ou plus ainsi qu'un GPU compatible avec DirectX 10, avec au moins 64 Mo de mémoire vidéo.
La liste des prérequis techniques sur Office.com est disponible sur le site de l'éditeur.

#### Office
- Ed Bott et Carl Siechert, Microsoft Office : 2013 Edition, Sebastopol, Microsoft Press, coll. « Inside Out », 2013, 912 p. (ISBN 978-0-7356-6906-2, présentation en ligne)
- Beth Melton, Mark Dodge, Echo Swinford, Andrew Couch, Eric Legault, Ben M. Schorr et Ciprian Adrian Rusen, Microsoft Office Professional 2013, Sebastopol, Microsoft Press, coll. « Step by Step », 2013, 1216 p. (ISBN 978-0-7356-6941-3, présentation en ligne)
- Beth Melton, Mark Dodge, Echo Swinford et Ben M. Schorr, Microsoft Office Home & Student 2013, Sebastopol, Microsoft Press, coll. « Step by Step », 2013, 832 p. (ISBN 978-0-7356-6940-6, présentation en ligne)

#### Word
- Microsoft Word 2013, Paris, ENI Éditions, coll. « Référence Bureautique », 2013, 516 p. (ISBN 978-2-7460-7892-5, présentation en ligne)

#### Excel
- Mark Dodge et Craig Stinson, Microsoft Excel 2013, Sebastopol, Microsoft Press, coll. « Inside Out », 1170, 1154 p. (ISBN 978-0-7356-6905-5, présentation en ligne)
- Microsoft Excel 2013, Paris, ENI Éditions, coll. « Référence Bureautique », 2013, 494 p. (ISBN 978-2-7460-7896-3, présentation en ligne)

#### PowerPoint
- Joyce Cox et Joan Lambert, Microsoft PowerPoint 2013, Sebastopol, Microsoft Press, coll. « Step by Step », 2013, 480 p. (ISBN 978-0-7356-6910-9, présentation en ligne)

#### Outlook
- Jim Boyce, Microsoft Outlook 2013, Sebastopol, Microsoft Press, coll. « Inside Out », 2013, 824 p. (ISBN 978-0-7356-7127-0, présentation en ligne)
- Microsoft Outlook 2013, Paris, ENI Éditions, coll. « Référence Bureautique », 2013, 411 p. (ISBN 978-2-7460-7907-6, présentation en ligne)

#### Access
- Jeff Conrad, Microsoft Access 2013, Sebastopol, Microsoft Press, coll. « Inside Out », 2013, 848 p. (ISBN 978-0-7356-7123-2, présentation en ligne)